# IC 4456
IC 4456 је спирална галаксија у сазвјежђу Волар која се налази на листи објеката дубоког неба у Индекс каталогу.
Деклинација објекта је + 16° 11' 3" а ректасцензија 14h 34m 9,1s. Привидна величина (магнитуда) објекта IC 4456 износи 15,2 а фотографска магнитуда 16,0.